# Filiano
Filiano é uma comuna italiana da região da Basilicata, província de Potenza, com cerca de 3.293 habitantes. Estende-se por uma área de 70 km², tendo uma densidade populacional de 47 hab/km². Faz fronteira com Atella, Avigliano, Forenza, Ripacandida, San Fele.

## Demografia
| Variação demográfica do município entre 1861 e 2011                               |
|                                                                                   |
| Fonte: Istituto Nazionale di Statistica (ISTAT) - Elaboração gráfica da Wikipedia |